# 284 (szám)
A 284 (kétszáznyolcvannégy) a 283 és 285 között található természetes szám.